# Château de Saint-Germain (Ain)
Pour les articles homonymes, voir Château Saint-Germain.
Ne doit pas être confondu avec Maison-forte de Saint-Germain.
Le château de Saint-Germain est un ancien château fort, fondé au XIIe siècle, dont les ruines se dressent sur la commune d'Ambérieu-en-Bugey dans le département de l'Ain, en région Auvergne-Rhône-Alpes. Il fut le centre de la seigneurie et de la châtellenie de Saint-Germain-d'Ambérieu.
Le château fut au cœur des affrontements que se livrèrent en Bugey, les comtes de Savoie et les dauphins de Viennois aux XIIIe et XIVe siècles. Le 4 mai 2017, le site est inscrit au titre des monuments historiques.

## Localisation
Les ruines du château de Saint-Germain sont situées dans le département français de l'Ain sur la commune d'Ambérieu-en-Bugey, à 2 kilomètres au sud-est du bourg, sur un éperon à 460 mètres d'altitude, dominant la vallée de l'Albarine, au-dessus du village de Saint-Germain et de la maison-forte de Saint-Germain, également appelée Tour de Gy.

## Historique

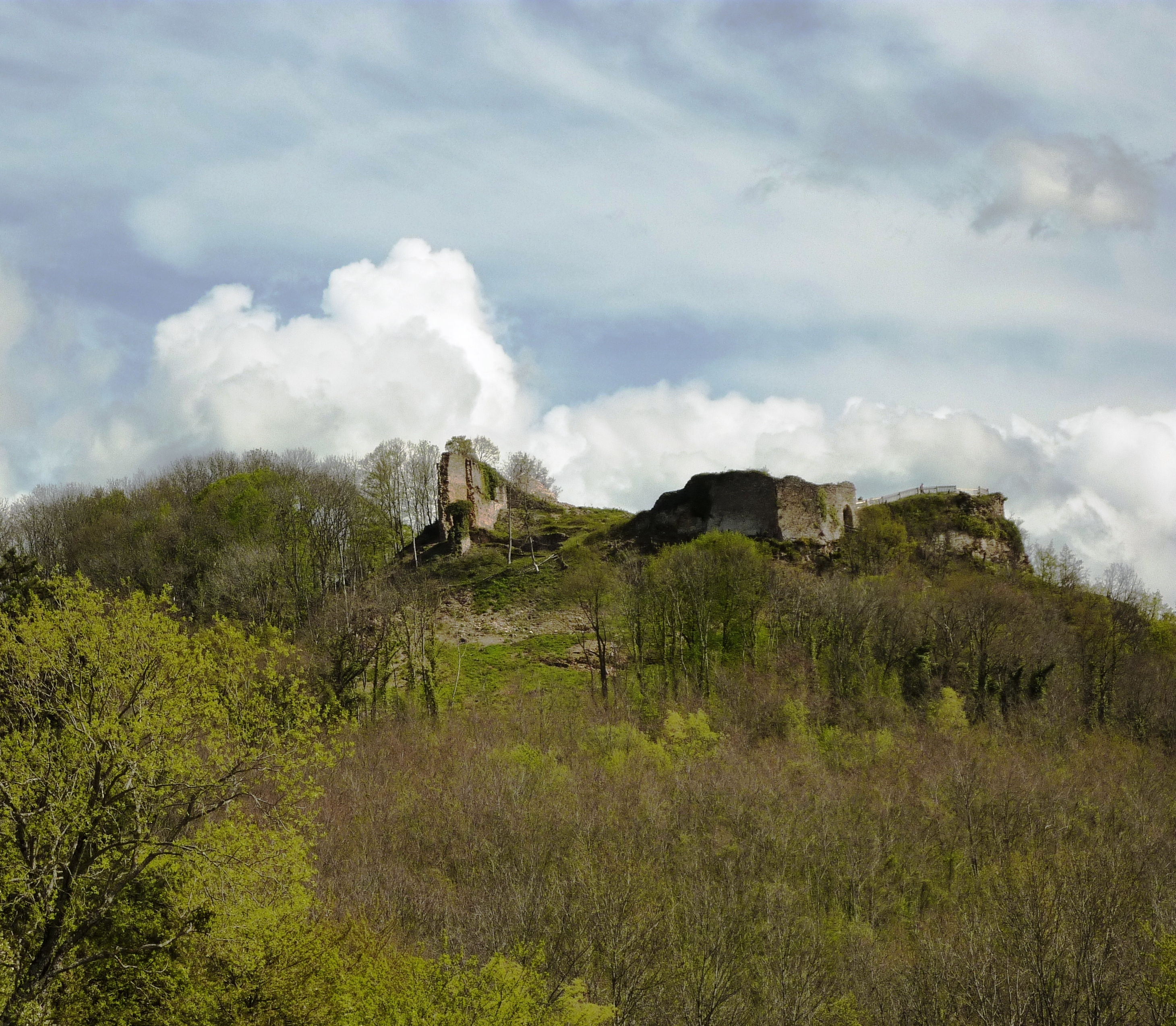
Les vestiges du château de Saint-Germain.

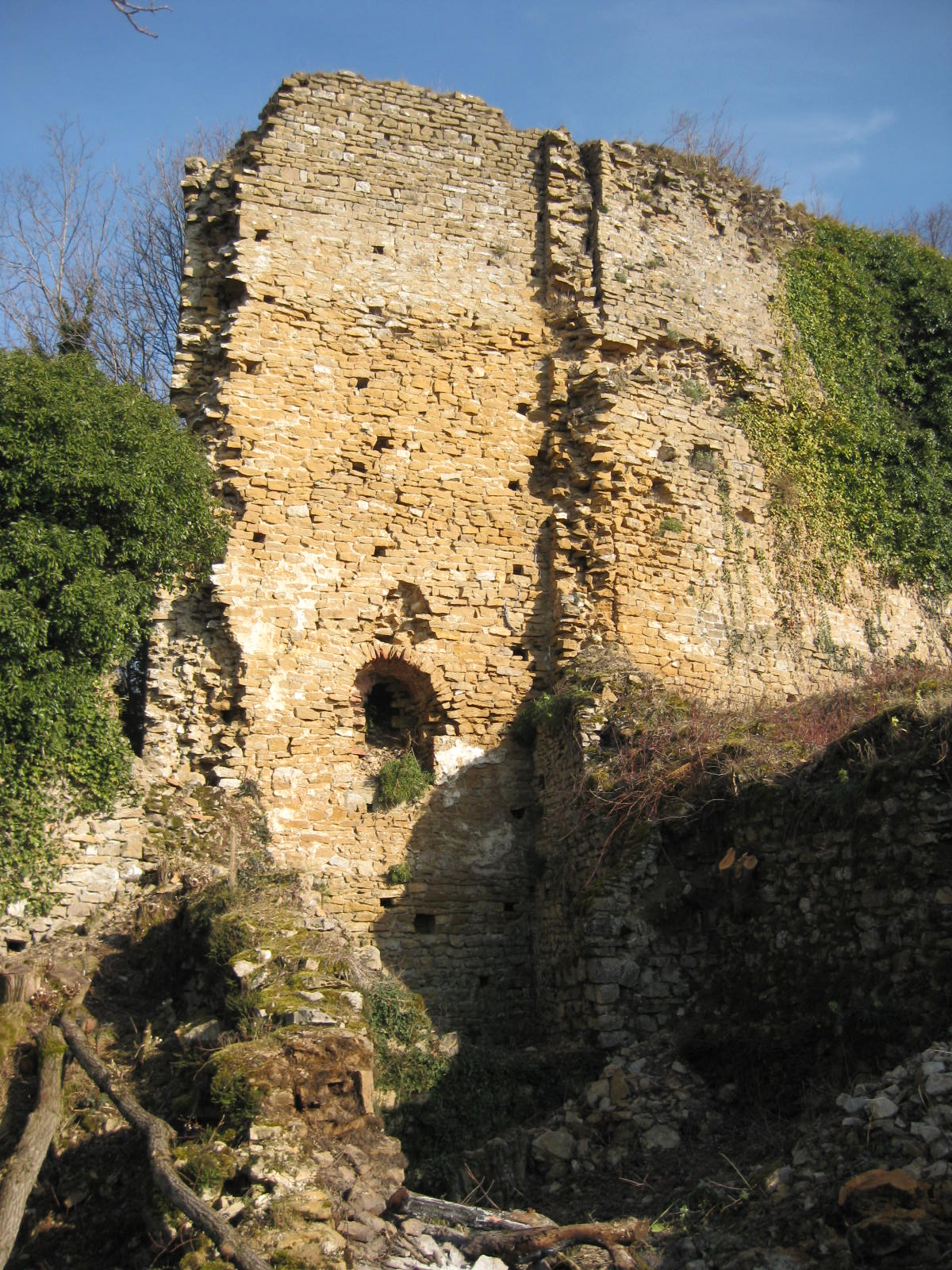
Les vestiges de la chapelle et du grand mur.

Le site fut occupé dès la fin de l'Empire romain et la continuité de sa fréquentation est attestée par une chapelle des temps mérovingiens des VIe et VIIe siècles. Des fouilles effectuées au début des années 1970 ont mis au jour un mobilier funéraire important de très grande valeur. Le château est attesté par des textes en 1141 et à nouveau en 1151.
La position du château au sommet d'un promontoire et aux confins de plusieurs grandes seigneuries lui ont, de tous temps, conféré une importance stratégique de premier ordre. Construit vraisemblablement à la fin du XIIe siècle ou au tout début du XIIIe siècle par les sires de Coligny, le château est tour à tour passé aux mains des sires de La Tour du Pin (1210), souche de la dernière branche des dauphins de Viennois (1282), des comtes de Savoie (1321) et enfin des rois de France (1601). De par son importance politique et militaire, il eut à subir plusieurs sièges dont ceux de 1283 et 1321, et fut de 1282 à 1355 au cœur des plus grandes opérations militaires qui opposèrent le comte de Savoie au dauphin de Viennois et à ses alliés. À partir de 1326, il est le centre de bailliage du Bugey et fait partie de l'apanage du prince héritier de Savoie dès cette date.
En 1282, premier siège de Saint-Germain ; le comte Philippe Ier de Savoie entreprend le siège du château tenu par les Dauphinois. Victorieux, il libère les hommes libres du dauphin contre remise de rançons. L'année 1285 voit le début de la guerre de Septante ans entre le Dauphiné et la Savoie. Amédée V de Savoie succède au comte Philippe de Savoie, décédé.
Pour se venger, du Dauphin, de la prise et de la pendaison du gouverneur du château de Miribel, possession de Guichard VI, sire de Beaujeu et allié du comte de Savoie Amédée V, ce dernier, en 1308,, rassemble une armée et appelle à son secours les princes et seigneurs voisins dont la plupart étaient ses amis, ses parents ou ses feudataires. Le duc d'Autriche son gendre, le comte d'Auxerre son petit-fils, le duc de Bourgogne beau-père de son fils Édouard, Guichard VI sire de Beaujeu vinrent en personne le secourir. Le comte de Genève et le seigneur de Faucigny ses gendres envoyèrent leurs contingents, ainsi que le prince de Morée et le seigneur de Vaud. Toutes ces troupes se réunirent à Bourg-en-Bresse ; le siège du château de Saint-Germain d'Ambérieu y fut résolu.
Le duc de Bourgogne, le sire de Beaujeu et d'autres investirent le château du côté de Saint-Rambert. Le duc d'Autriche, le comte d'Auxerre, Pierre de Savoie, archevêque de Lyon, et les contingents des comtes de Genève et de Faucigny l'investirent du côté de la plaine. Le comte de Savoie, ses enfants et la cavalerie campèrent sur la montagne près du château. Ils firent battre les murailles par toutes leurs machines de guerre mais le dauphin avait pourvu ce château d'une telle quantité de machines de trait et de guerriers que les assaillants furent obligés de se renfermer dans leurs tranchées pour résister aux nombreuses sorties des assiégés. La place était en outre abondamment pourvue de vivres. Amédée V et ses alliés virent qu'ils ne pourraient s'en emparer que par ruse. Ils donnèrent publiquement l'ordre de se tenir prêts pour lever le siège le lendemain et pour aller attaquer Lagnieu. Les espions des Dauphinois en avertirent la garnison du château de Saint-Germain. En effet le lendemain l'armée savoisienne se mit lentement en marche et elle passa à Saint-Denis pour arriver devant Lagnieu. La garnison de Saint-Germain pour y arriver plus vite prit le sentier de la montagne de Portes et quand elle l'eut passé, le comte fit faire volte-face à son armée qui retourna investir le château de Saint-Germain.

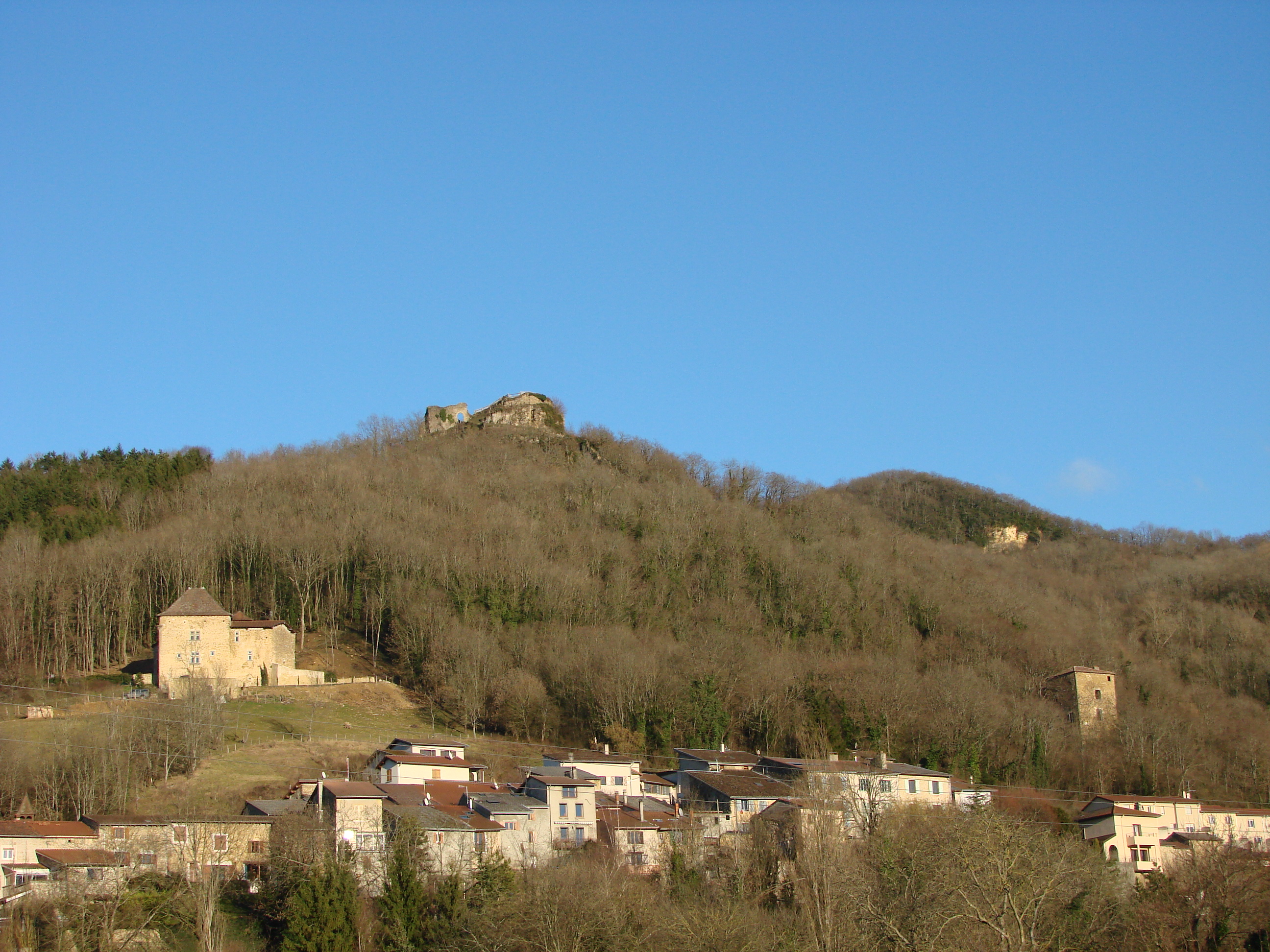
Une vue de Saint-Germain-d'Ambérieu, du château et de la maison forte de Saint-Germain.

La garnison coupée fut obligée de rester à Lagnieu. Le lendemain les Savoisiens battirent les murailles du château. Les assiégés n'étant plus en nombre suffisant pour s'y opposer, des brèches furent faites. Le duc de Bourgogne, le sire de Beaujeu attaquèrent le bourg d'en haut, le duc d'Autriche, l'archevêque de Lyon et d'autres attaquèrent le bourg d'en bas. Les Savoisiens et leurs alliés malgré de nombreuses pertes emparèrent de vive force du château, et de la châtellenie de Saint-Germain-d'Ambérieu, dont la plupart des défenseurs avaient péri sur les brèches. Amédée V fera ensuite réparer le château.
Vers 1310, le châtelain du château de Cornillon envoie des hommes guetter puis incendier le château et le bourg de Saint-Germain.
En 1321, deuxième siège de Saint-Germain. Il est préparé par la prise du bourg d’Ambérieu, le 12 avril 1321, et celle de la bâtie de Chausson (tour de Saint-Denis) et le ravage des terres dauphinoises de Lagnieu. Les troupes de l’armée savoyarde, regroupées à Belley remontent la vallée de l’Albarine en passant par Saint-Rambert. Le siège est mis et très vite les engins militaires détruisent les défenses du château. Les assiégés se rendent le dimanche 23 août 1321, après une trêve de quatre jours, faute de renforts dauphinois.
Entre 1321 et 1328, le comte de Savoie répare et renforce les défenses du château et fait construire un nouveau bourg en remplacement de celui d’Ambérieu ; actuel quartier du vieux Saint-Germain. En 1326, Saint-Germain devient chef–lieu de bailliage,. Pierre de La Balme, chevalier, bailli du Bugey en est le châtelain du 3 janvier 1343 au 6 avril 1344.
Le comte Édouard de Savoie le remet en apanage, avec la seigneurie de Bâgé et de Bresse, à Aymon, son frère, qui accorde aux habitants, par lettres patentes datées de Saint-Germain du 5 mai 1328, des franchises municipales confirmées ensuite par le comte Vert, par lettres datées toujours de Saint-Germain du 21 août 1371.
Le 26 avril 1329, le roi de France place le château sous séquestre, afin de garantir la trêve conclue entre le dauphin et le comte de Savoie. Le 17 mai 1329, les commissaires du comte de Savoie remettent le château de Saint-Germain d'Ambérieux aux commissaires du dauphin.
Le 30 juillet 1329, Philippe roi de France par une lettre datée d'Aurilly en Vallée écrit au dauphin que pour le bien de la paix le château de Saint-Germain d'Ambérieux, contentieux entre lui dauphin et le comte de Savoie était mis entre ses mains. Cette lettre fut remise au dauphin le 30 août ; le roi demandait en outre au dauphin que, pour le bien de la paix, il lui remit entre les mains le château de Montluel ; le dauphin refusa. Le 27 novembre 1329 le dauphin étant à Chazey indemnisa deux écuyers qui avaient perdu leurs biens autour du château de Saint-Germain.
Saint-Germain est restitué au nouveau comte Aymon de Savoie le 13 février 1330. En 1332 depuis le château de Saint-Germain, une attaque est menée contre celui des Allymes et son châtelain dauphinois est tué. On renforce les défenses de Saint-Germain en vue d’une éventuelle riposte dauphinoise. En 1334 le château perd son intérêt stratégique à la suite de la signature du traité de Chapareillanet faisant suite à ce traité le château dauphinois des Allymes est remis en 1335 au comte de Savoie, et passe sous le bailliage de Saint-Germain.
En 1333, les religieux de la chartreuse de Portes se plaignirent au comte de Savoie des vexations suivantes ; les gens ou sujets du comte avaient au temps de la prise du château de Saint-Germain pris cinq ou six bœufs aux chartreux, qu'ils avaient mangés, et un des syndics d'Arandas s'était saisi d'un serviteur de la chartreuse et l'avait conduit au château de Saint-Germain comme un homme du dauphin que les chartreux avaient racheté moyennant sept sols et demi gros tournois et deux moutons, le tout payé à Pâques. 
Des négociations ont lieu entre le comte de Savoie, Amédée III de Genève, le sire de Beaujeu et les gens du dauphin. Elles sont les prémices au Traité de Romans du 30 mars 1349, qui organise la cession des États du Dauphiné au roi de France. Saint-Germain, terre savoyarde, se retrouve à moitié enclavé dans les territoires devenus français de Saint-Denis et de Varey.
Le comte promet de rendre les biens et les propriétés qui furent pris aux nobles qui défendaient le château de Saint-Germain lorsque le comte Amédée V, son grand-père, prit ce château. Ces nobles s'étaient retirés en Dauphiné.
L'année 1355 voit la fin de la guerre de Septante ans ; les terres de Saint-Denis et de Varey sont rattachées à la Savoie par le traité de Paris du 5 janvier 1355, instaurant la paix entre le roi de France et le comte de Savoie. Saint-Germain perd alors son intérêt stratégique et militaire.
Le duc Charles comprit cette belle terre, en 1497, avec Rossillon, Châteauneuf (Songieu), Poncin, Cerdon et d'autres terres du Bugey dans le douaire de sa belle-mère, Claude de Brosse, dite de Bretagne, qui la détint jusqu'en 1543. Après sa mort la terre fait retour à la maison de Savoie et le duc Emmanuel-Philibert la baille le 5 octobre 1576 avec d'autres terres, villages et seigneuries pour composer le marquisat de Saint-Rambert, en faveur d'Amé de Savoie, son fils naturel.
En 1595, le château est ruiné par le maréchal de Biron, à la tête des troupes du roi Henri IV. La Bresse, le Bugey et le pays de Gex sont rattachés le 17 janvier 1601 en vertu de la signature du traité de Lyon à la France. Le château de Saint-Germain devenu français n’existe plus qu’à l’état de ruines et le bourg-vieux situé sous le château est entrainé vers un déclin inexorable au profit du Saint-Germain actuel.
Amé de Savoie vendit son marquisat, le 24 octobre 1604, à Henri de Savoie, duc de Nemours, dont la postérité en jouit jusqu'à l'aliénation qui en fut faite, en 1746, à Guillaume Trocu, seigneur de Termant. La seigneurie de Saint-Germain passe, dès lors, successivement, partie aux familles Estienne, de Suduyrand et Buynand, partie à celle des Dujast d'Ambérieu.
En mars 1848, plantation d’un arbre de la liberté (tilleul), en commémoration de la Deuxième République dans la haute-cour du château de Saint-Germain. À cette époque des vignes occupent la plupart de l’aire du château et du bourg-vieux. L’arrivée du phylloxéra mit fin à ces cultures et la terre fut rendue à la végétation sauvage. Depuis 2008, le site a été débroussaillé et les ruines sauvegardées par l’association « Les Amis de Saint-Germain et son Château ».

## Description

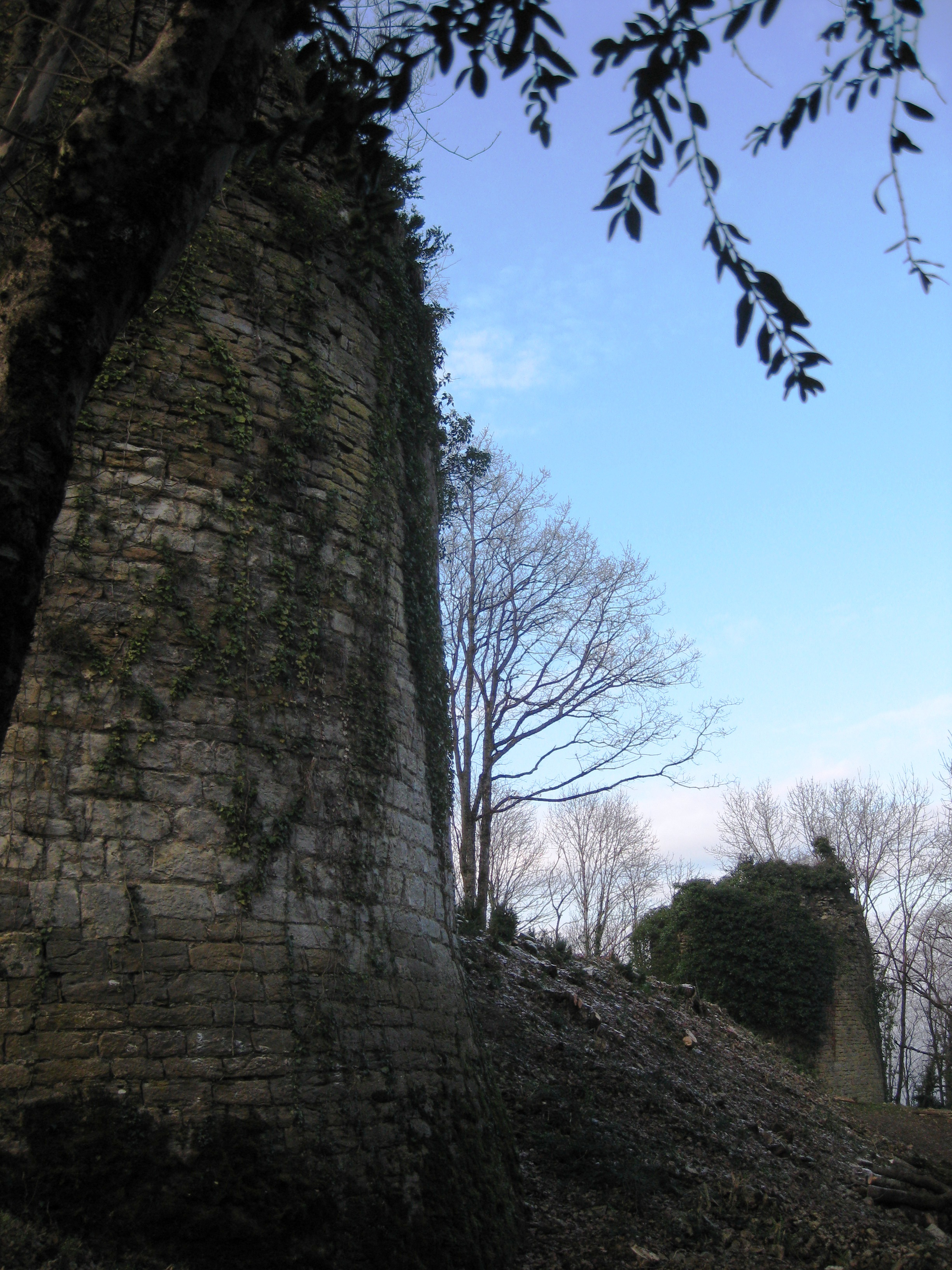
Les tours de la basse cour du château de Saint-Germain.

Le château de Saint-Germain a fait l'objet d'une campagne de fouilles.
Le château se présente sous la forme de deux enceintes, haute et basse, la basse étant flanquées de deux tours semi-circulaires du côté de l'attaque,. Il ne reste aujourd’hui que quelques vestiges, dont la porte ogivale, édifiée par le comte de Savoie, le bastion sud-ouest, le grand mur de la haute cour, les deux tours ouvertes à la gorge de la basse cour et le grand mur de l’ouest et sa tour pleine du bourg vieux.
La porte ogivale
Cette porte ogivale a été construite lors de l’ajout d’une épaisseur de mur depuis l’extérieur du château en 1325. Elle est constituée d’un arc brisé en ogive très ouvert. Au niveau de la voûte, on aperçoit encore les gaines des éparts (poutres de bois), qui servaient à la fermeture des portes. Donnant accès à la haute-cour, depuis le chemin en lacet très raide venant du bourg-vieux, elle était réservée aux piétons nobles et aux cavaliers.
Les tours ouvertes à la gorge
Les deux tours de la muraille Est ont un plan en forme de fer à cheval. Ce principe, hérité des traditions romaines, permettait en cas de prise par les assaillants d’être inutilisable car exposée aux tirs des défenseurs depuis la haute-cour. Après le démantèlement du château, la tour nord-est a été utilisée comme grangeon, dont il subsiste la trace des annexes rajoutées. À l’intérieur de la tour sud-est, on peut voir les traces des planchers et des poutres de trois étages. Au premier étage, les solives s’appuyaient sur un retrait de maçonnerie encore visible.
Le grand mur de la haute cour
Il s'agit d'un rempart d'une taille considérable, qui séparait l'aire de la basse-cour de celle de la haute-cour. Côté haute-cour du château, contre la partie centrale du rempart, s'appuyaient les bâtiments du château proprement dit. Il a fait l’objet d’une restauration entreprise par l’association « Les Amis de Saint-Germain et son Château ». On peut  y voir deux grandes archères, murées côté haute-cour. À son extrémité Nord, se trouvent les vestiges de la chapelle, qui était située à la base d’une petite tour. On distingue la niche voûtée dans laquelle a été percée une fenêtre longiforme qui pouvait servir d’archère. À son extrémité Sud, l’observation des vestiges actuels de la grande tour, nous apprend que le donjon avait une base légèrement rectangulaire (10 mètres sur 11 mètres). Ses murs étaient massifs puisque nous mesurons une épaisseur de mur de 2 m.
Le grand mur de l’ouest et la tour pleine du bourg-vieux
Ce grand rempart s’appuie contre la colline en pente du bourg-vieux et se termine par une tour pleine qui protégeait une porte dont on peut encore voir le seuil.

## Iconographie
Le château de Saint-Germain est représenté sur une des cinq fresques conservées au château de la Tour-des-Échelles. L'une d'elles, restaurées, nous montre notamment la tour des Échelles à l'intérieur d'une perspective alignant la tour de Saint-Denis et les châteaux de Saint-Germain et des Allymes.